# Pa de pessic
El pa de pessic, bescuit (com es diu al País Valencià i a altres llocs) o pa d'En Pou (com s'anomena a Mallorca) és un tipus de coca de pasta fina, lleugera i esponjosa, feta de farina, ous, sucre i amb freqüència rent. Moltes vegades es perfuma amb ratlladura de llimona o de taronja, i de vegades amb una mica de canyella o d'algun licor. S'anomena sovint genovesa el bescuit bàsic que només conté ous, sucre i farina (per cada 100g de farina conté 4 ous i 100g de sucre) i és la base de molts pastissos farcits.
La seva lleugeresa i esponjositat es deu precisament al fet de no contenir greixos, a part dels provinents de l'ou. No és sec perquè aquesta característica depèn de la cocció (temps i temperatura). S'associa amb l'esmorzar i el berenar, tot i que pot servir de base per a pastissos d'aniversari, nupcials, etc. S'acostuma a empolvorar pel damunt amb sucre fi, però en versions més de festa se'l pot cobrir amb crema, nata, rovell d'ou cremat, trufa, etc. També es pot partir per la meitat i farcir-lo amb melmelada, figat o crema, per exemple.
Se'n poden fer versions diferents si es perfuma la massa amb algun ingredient, com fruita seca o fruita confitada. Un de molt popular és el pa de pessic de xocolata, que és igual excepte que conté cacau o xocolata en comptes de part de la farina. En forma petita, serveix de base per a fer cupcakes.